# 扬·维内塞
亨利·扬·维内塞（荷蘭語：Henri Jan Wienese，1942年6月4日—），荷兰前男子赛艇运动员。他曾代表荷兰参加1968年夏季奥林匹克运动会赛艇比赛，获得男子单人双桨金牌。